# Глітч-арт

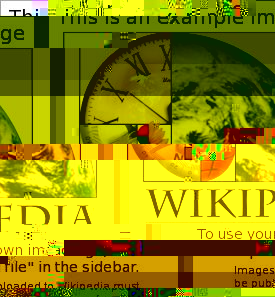
Глітч-арт на основі зразка файлу Вікіпедії

Глітч-арт (англ. Glitch art — букв. «мистецтво помилки», «цифрових перешкод») — образотворче мистецтво, виразними засобами якого є різні цифрові й аналогові помилки, наприклад, такі як артефакти стиснення, баги, руйнування цифрового коду або фізичне маніпулювання електронними пристроями (наприклад, з допомогою circuit bending). Твори глітч-арту демонструються на виставках цифрового мистецтва.

## Історія
Вперше поняття «глітч» було вжито у 1962 році першим астронавтом США Джоном Гленном для опису неполадок у зв'язку під час орбітального космічного польоту. Гленн сказав: «У буквальному значенні „глітч“ — це стрибок або зміна напруги в електричному струмі».
Один з перших прикладів використання помилок (глітчів) в медіамистецтві — створення Джеймі Фентоном і Раелем Заріцькі в 1978 році експериментального фільму Digital TV Dinner, яке містило аудіо помилку, зроблену Діком Ейнсвортом. Відео складалося таким чином: в консоль Bally video game користувач вставляв ігровий картридж і під час завантаження гри вдаряв по консолі, картридж вискакував, і зображення гри на екрані ставало спотвореним.
У своєму вступі до Glitch Studies Manifesto Роза Менкман говорить про фільми A Colour Box (1935) Лена Лая, MagnetTV (1965) Нам Джун Пайка, а також про Panasonic TH-42PWD8UK Plasma Screen Burn (2007) Корі Аркенгеля як про приклади використання механічних і цифрових шумів у візуальному мистецтві.
Незабаром термін «глітч» став використовуватися для опису помилок у програмному забезпеченні, відеоіграх, аудіо- та відеоматеріалах, зображеннях та інших форматах відображення даних. В середині 1990-х термін «глітч» увійшов у сферу мистецтва як найменування жанру експериментальної електронної музики. Музичні композиції такого жанру створювалися на апаратних шумах і акустичних ефектах, викликаних різними збоями в системі.

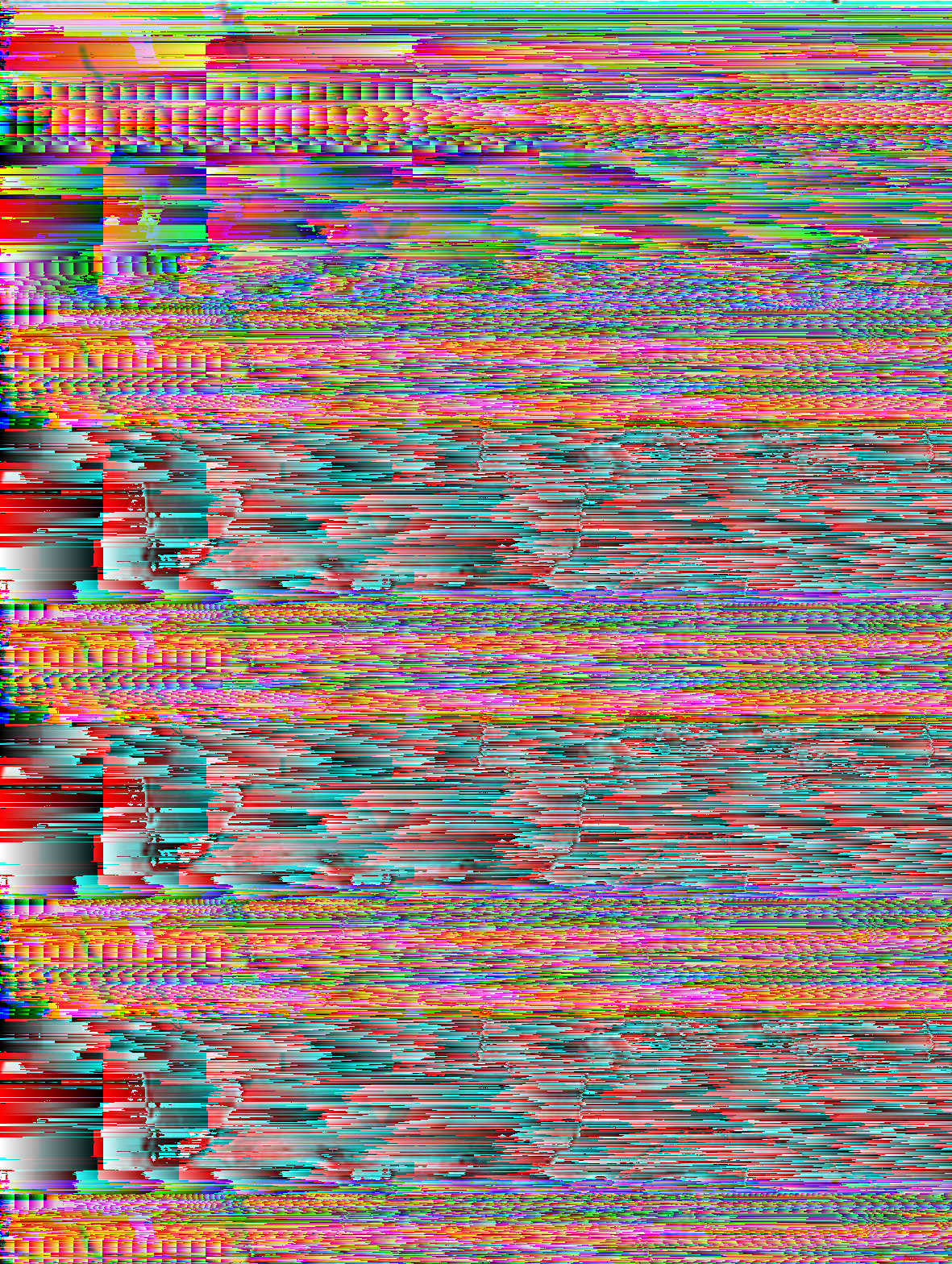
Приклад глітч-арту

У візуальне мистецтво глітч прийшов у кінці XX століття, і в новому тисячолітті став активно розвиватися. Термін «глітч-арт» увів художник Ент Скотт у 2001 році для опису своїх творів.

## Наслідки
Завдяки поширенню комп'ютеризації даний напрямок у мистецтві почав поширюватися і отримав багато послідовників у різних країнах. Світ перешкод і помилок зображують у своїх роботах такі художники, як Роза Менкман з Нідерландів, Рейчел Вайт з Великої Британії, Даніел Войко з Румунії.
Глітч-арт також став об'єктом дослідження вчених і теоретиків. Аймонд Мораді, який першим запропонував класифікацію глітча, розділив його на два типи: «Чистий глітч» і «Глітч-подібності». Перший тип характеризується як ненавмисний, випадковий, знайдений, присвоєний, реальний; відповідно, другий тип — запланований, зумисний, штучний.
Дослідники феномену глітч-арту сходяться в думці, що основним завданням цього напряму в мистецтві є «створення, виявлення, захоплення помилок, збоїв, перешкод, одержані в результаті випадковості, неправильного використання, навмисного зловживання та/або експериментування з апаратним або програмним забезпеченням».

## Критика
Дискусія навколо глітч-арту пов'язана, в першу чергу, з труднощами визначення його рамок як одного з виду вебарту. Сербський цифровий художник Андрій Тишма пише: «…Це робить web.art неймовірно різноманітним і динамічним, а отже, проблематичним для визначення. Тим не менш, існують параметри, поширені для всіх форм цього мистецтва, відомі знаменники, з допомогою яких ми все ще можемо визначити природу вебарту, особливо в зв'язку з далекосяжними формами художнього вираження».

## Вплив
Глітч-арт поширюється на різні види мистецтва. Так під його впливом австралійський скульптор Пол Каптейн створює дерев'яні скульптури, в яких поєднуються традиційна робота з деревом та цифровий стиль глітч-арту. В стилі «комп'ютерних помилок» створюються різні предмети. Приміром, американець Філіп Стірнс робить ковдри та килими з глітч-текстурою. Окремі меблеві дизайнери почали розробку глітч-меблів.